# Revolução dos Cedros

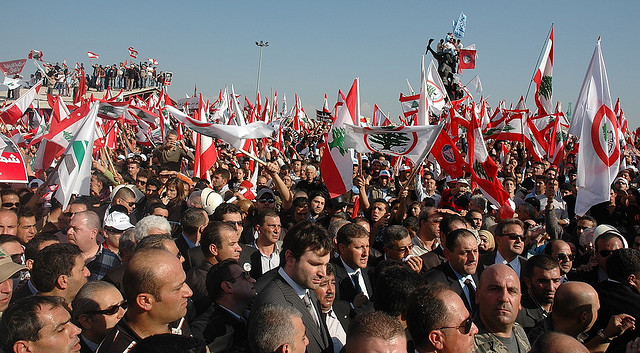
Protestos no funeral de Pierre Amine Gemayel.

A Revolução dos Cedros (Árabe: ثورة الأرز - thawrat al-arz) ou Intifada da Independência (intifāḍat al-istiqlāl) consistiu numa série sucessiva de manifestações mais ou menos espontâneas que ocorreram por todo o Líbano (com especial dinâmica na capital Beirute) na sequência do assassínio do ex-primeiro-ministro Rafik Hariri a 14 de Fevereiro de 2005.
Inicialmente, os manifestantes exigiam a retirada completa das forças armadas da Síria do Líbano, criar condições para a formação de um governo patriótico em substituição de um governo influenciado pela Síria, o estabelecimento de uma comissão internacional para investigar o assassínio do ex-primeiro-ministro Rafik Hariri, a demissão dos oficiais encarregues das quatro divisões de segurança interna, e a organização de eleições parlamentares livres. Aquando do início das manifestações, a Síria mantinha em território libanês uma força de cerca de 14.000 soldados e agentes de serviços secretos. Como consequência dos protestos que envolveram a maior parte da população libanesa, o presidente sírio, Bashar al-Assad decidiu retirar as tropas sírias, o que veio a acontecer no dia 27 de Abril de 2005. O governo pró-sírio foi também dissolvido, sendo assim atingidos os principais objectivos da revolução.
Como símbolos a oposição adoptou um lenço vermelho e branco (as cores da bandeira) e o laço azul foi adoptado pelos simpatizantes do partido político de Hariri, Tayyar al-Mustaqbal. Slogans comummente adoptados por todos os manifestantes foram por exemplo: Hurriyye, Siyade, Isti'lal (Liberdade, Soberania, Independência), e Ha'i'a, Hurriyye, Wahde wataniyye (Verdade, Liberdade, Unidade nacional).